# Ecomuseo Mulino al Pizzon
L'Ecomuseo Mulino al Pizzon è un ecomuseo sito nell'omonima località del comune di Fratta Polesine, in provincia di Rovigo, in un contesto naturale incontaminato dove il canale Scortico si riversa nel Canalbianco. Nella confluenza dei due canali il mulino ha svolto la sua funzione di produttore di energia, costituendo un rilevante esempio di archeologia industriale nel Polesine, realizzato per controllare il flusso delle acque e garantire una risorsa idrica sicura per le campagne in caso di siccità, oltre a prevenire il rischio di esondazioni. Il complesso è di proprietà del Comune, fa parte della rete del Sistema Museale Provinciale Polesine e viene gestito dalla cooperativa "CeDi" Beni culturali e ambientali.

## Storia
La sua costruzione rientra in un piano di regolazione delle acque avviato nel Settecento, ma che in seguito ai danni della rotta dell'Adige a Badia Polesine nel 1823 viene realizzato dal Comune di Fratta Polesine su progetto dell'ingegnere Marco Santofermo. Per risarcire l'amministrazione locale delle ingenti spese sostenute per la riattivazione del naviglio Scortico il dominio austriaco autorizzò la costruzione del mulino per garantire una rendita con la molitura di frumento e granoturco. La sua struttura a doppia macina costituì un'opera pubblica di particolare rilievo essendo, l'unico mulino "terragno" che funzionava ad acqua, sfruttando il dislivello tra lo Scortico e il Canalbianco. Alcuni documenti attestano che il Pizzon venne attivato nel 1848. Nel 1869 il Comune di Fratta promosse un intervento di potenziamento, costruendo una tettoia in muratura e una dotazione di tre macine. Negli anni successivi i mulini dell'Adige furono ceduti, sino alla definitiva dismissione del loro funzionamento a fine del Novecento. A tutt'oggi il Pizzon è l'unico mulino ad essersi salvato in tutto il Polesine ed è stato reso visitabile dopo un sapiente recupero.

### Il Mulino

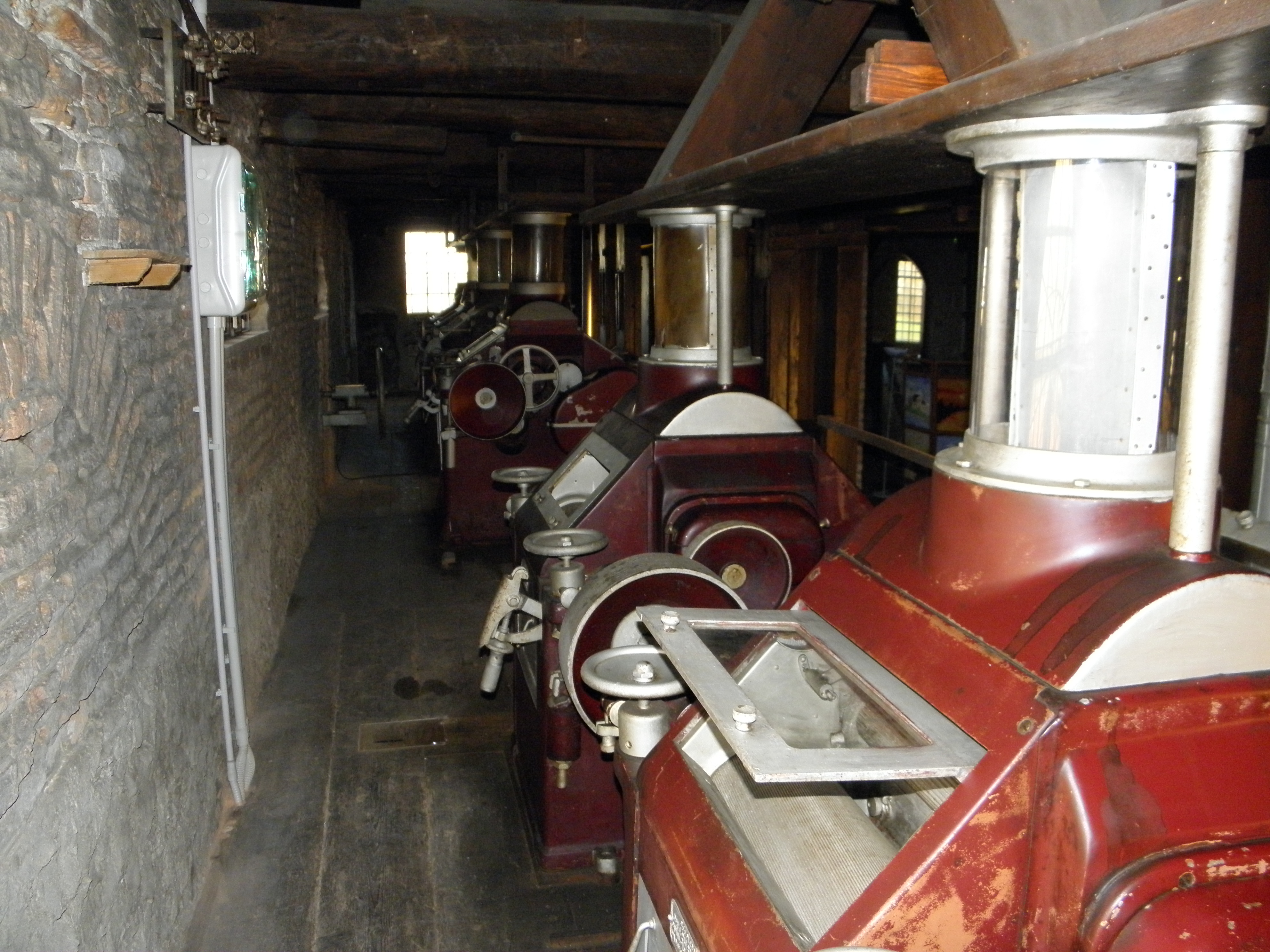
Macchinari di macinazione situati all'interno del mulino.

In origine il complesso era costituito da due mulini, costruiti con travi di abete, copertura in coppi e pavimento realizzato in mattone, dotati di una ruota da ventiquattro pale in larice e due macine furlane, (cioè fatte con pietre provenienti dal Friuli). In seguito all'ampliamento del 1869 l'edificio si sviluppa su tre piani con tre macine al piano terra, la parte abitativa e il granaio, le prese d’acqua e la scuderia-fienile. L'imponente macchinario, in funzione sino al 1962, risulta ancora perfettamente intatto. Ad oggi il Mulino, soprannominato dalla gente locale per la sua possanza "Mulinon", è stato convertito in un complesso culturale e naturalistico dotato di impianti di energia rinnovabile, costituito dall'esposizione del meccanismo idrovoro, supportato da un percorso didascalico sulla lunga storia degli strumenti originali ed alcuni elementi tecnici di funzionamento, una locanda con bar e ristorante a disposizione per accogliere il pubblico.

## Collezione
Oltre all'esposizione dei macchinari originali impiegati per la macinatura, al secondo piano del complesso è allestita la mostra permanente di materiale ottico, inaugurata il 26 marzo 2017 per iniziativa dell'associazione Turismo & Cultura. L'esposizione didattico - museale presenta una rara collezione di vari strumenti al Novecento rinvenuti negli scantinati del Palazzo della Regione di Rovigo, identificati come apparecchi fotografici, chimici, elettrici e agrotecnici, poi restaurati e musealizzati. Il percorso espone la collezione suddivisa per categoria di appartenenza, in particolare alcuni scaffali lignei conservano banchi ottici, una cinepresa, diascopi e pellicole a colori dell'Istituto Luce, microscopi per analizzare il terreno, bilance da granaglie, squadri, modelli di innesti e tavole per la conservazione dei cibi. La recente ristrutturazione ha contribuito a recuperare e quindi valorizzare tale rilevante testimonianza antropologica.

## Galleria d'immagini

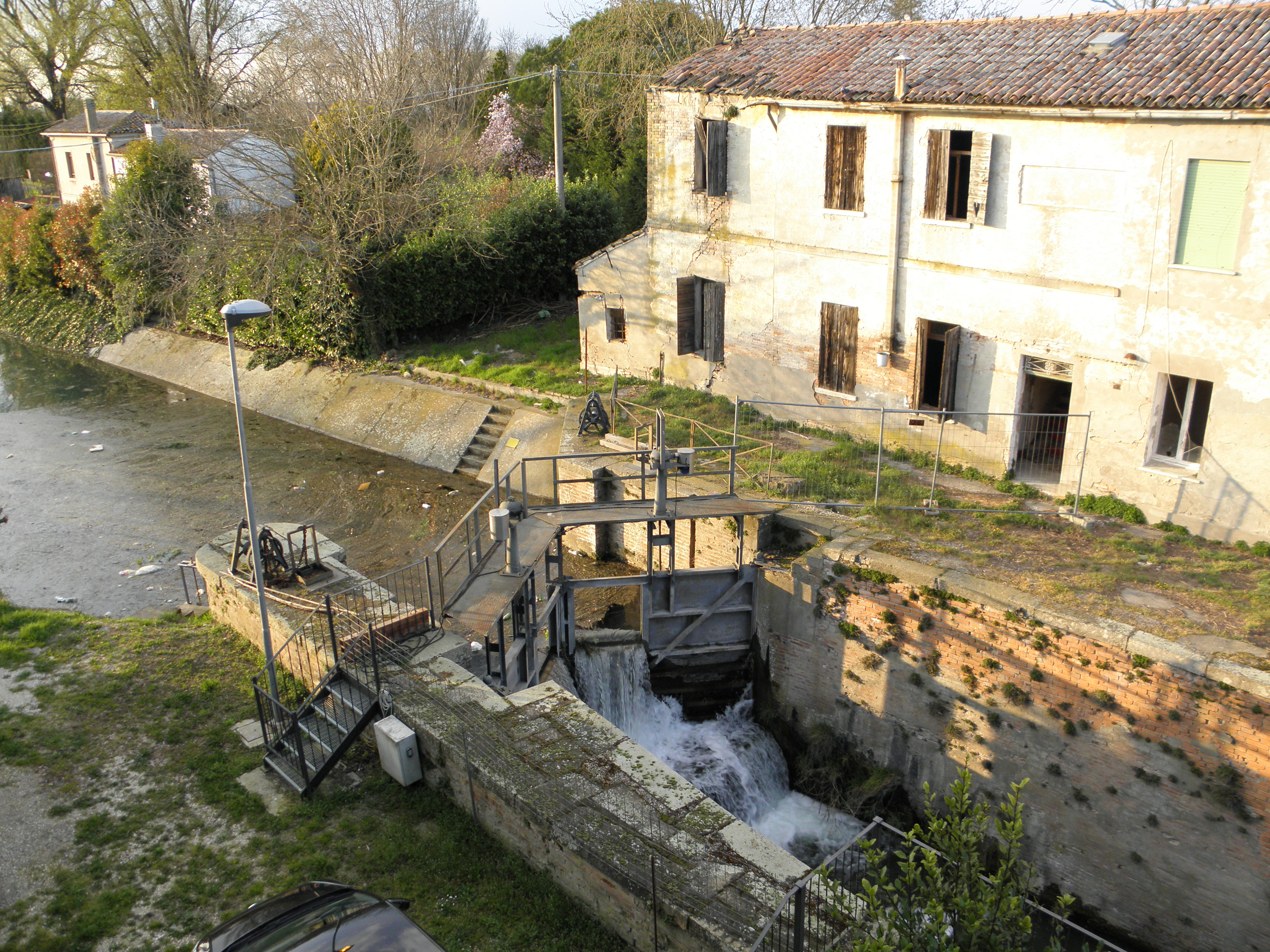
chiuse sul canale Scortico, vista da una finestra del mulino
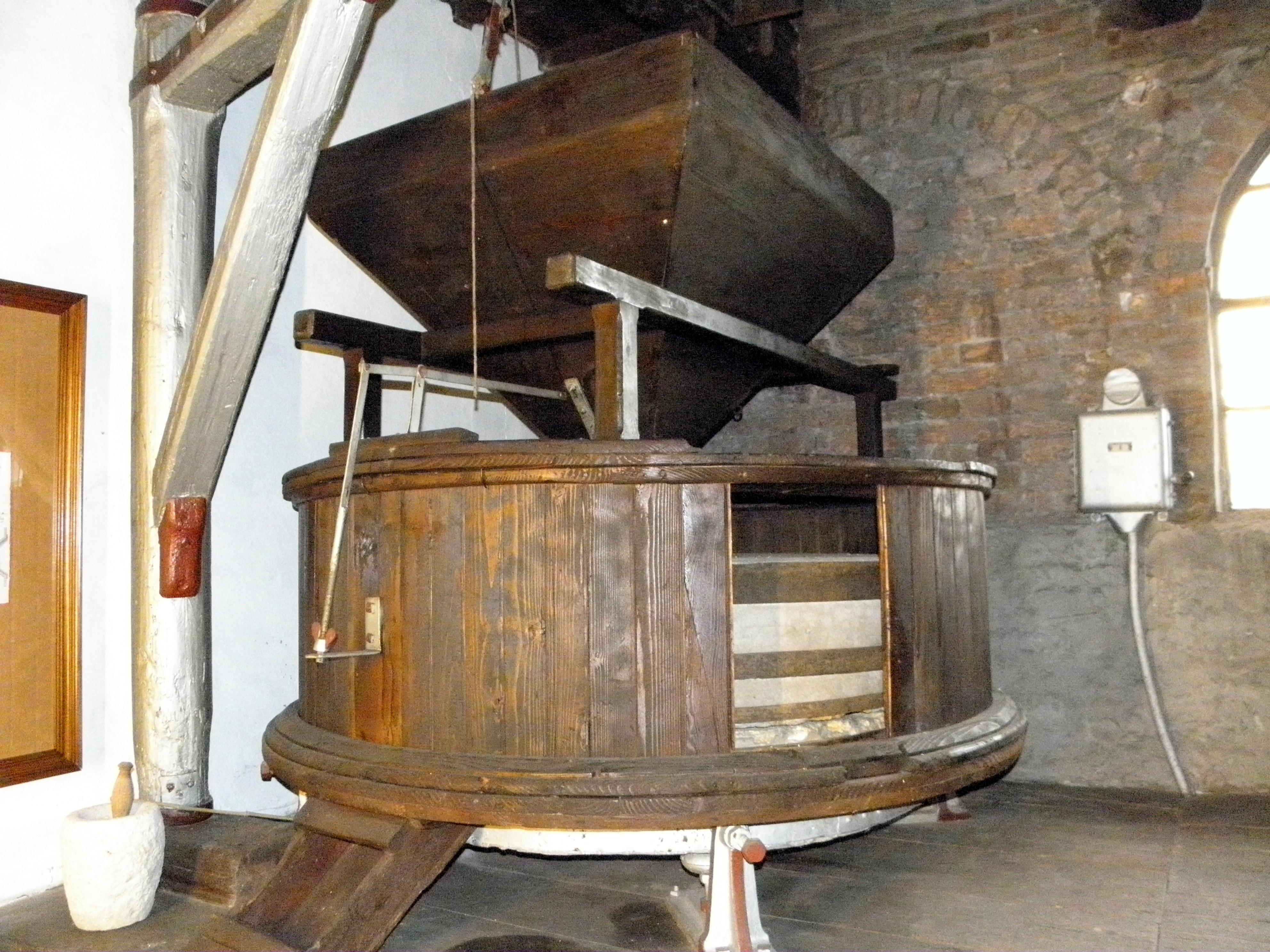
uno dei macchinari per la lavorazione della farina
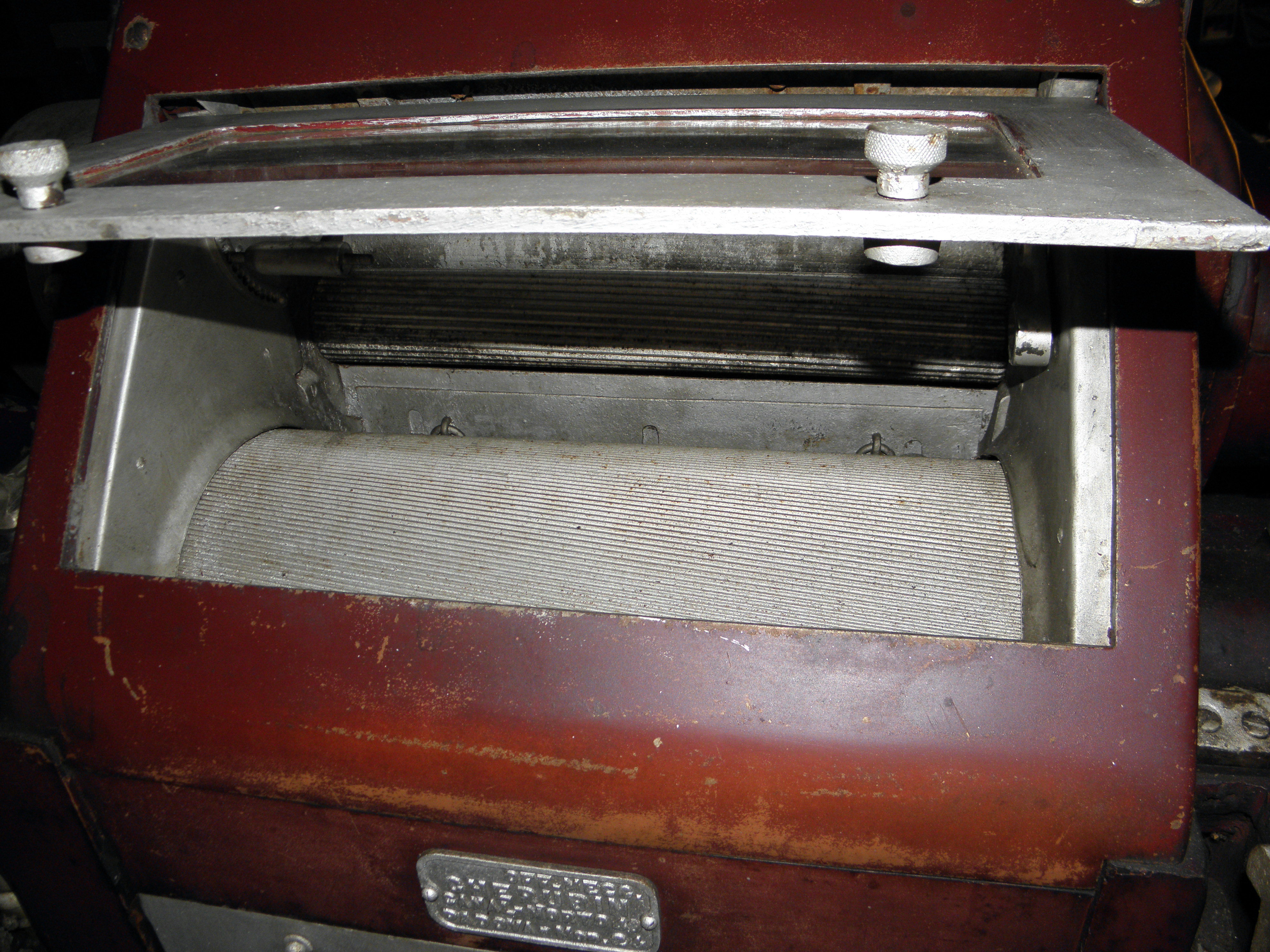
dettaglio di un secondo macchinario della trafila per la lavorazione del prodotto finito
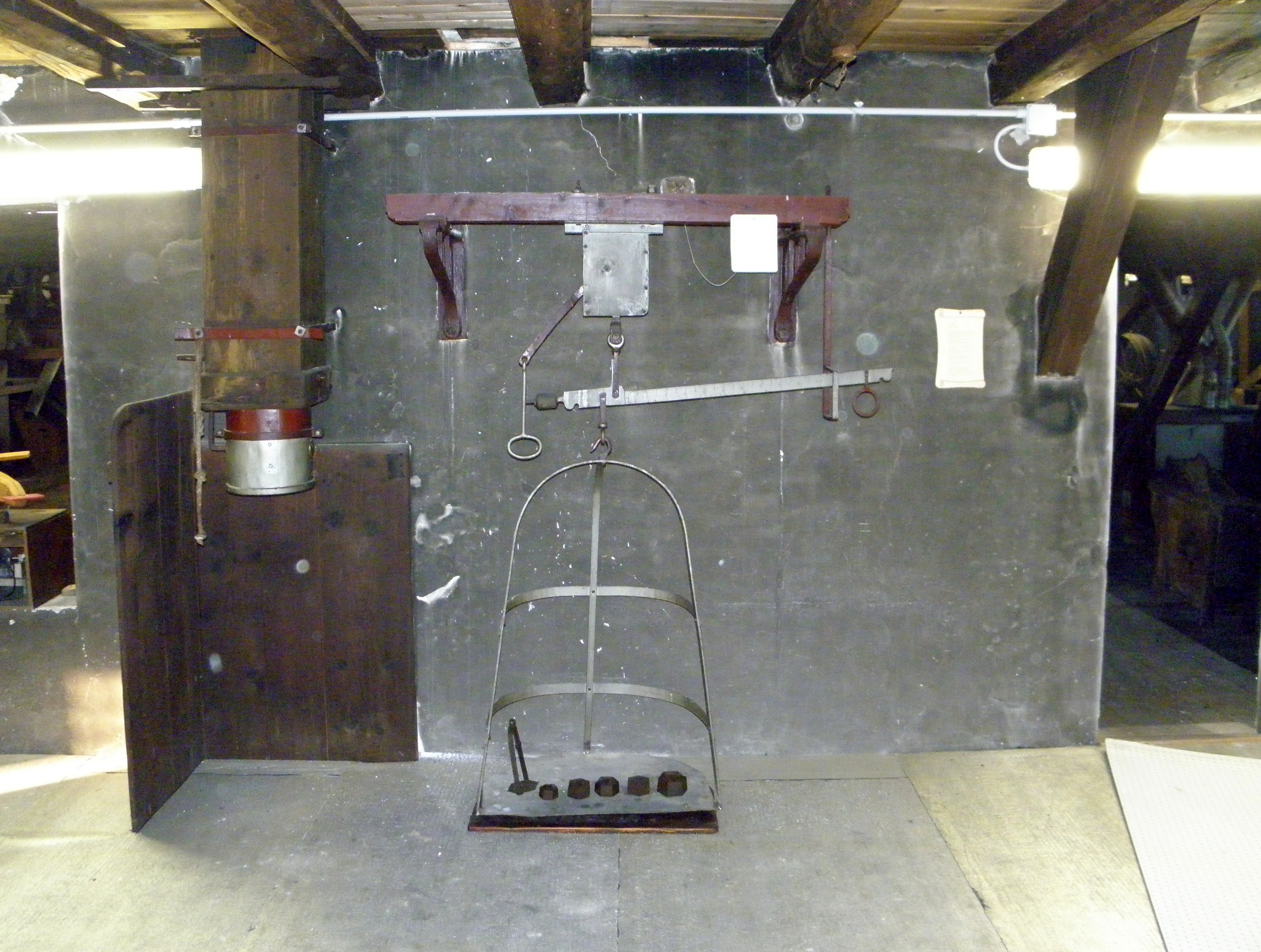
bilancia per pesare il prodotto prima di essere insaccato
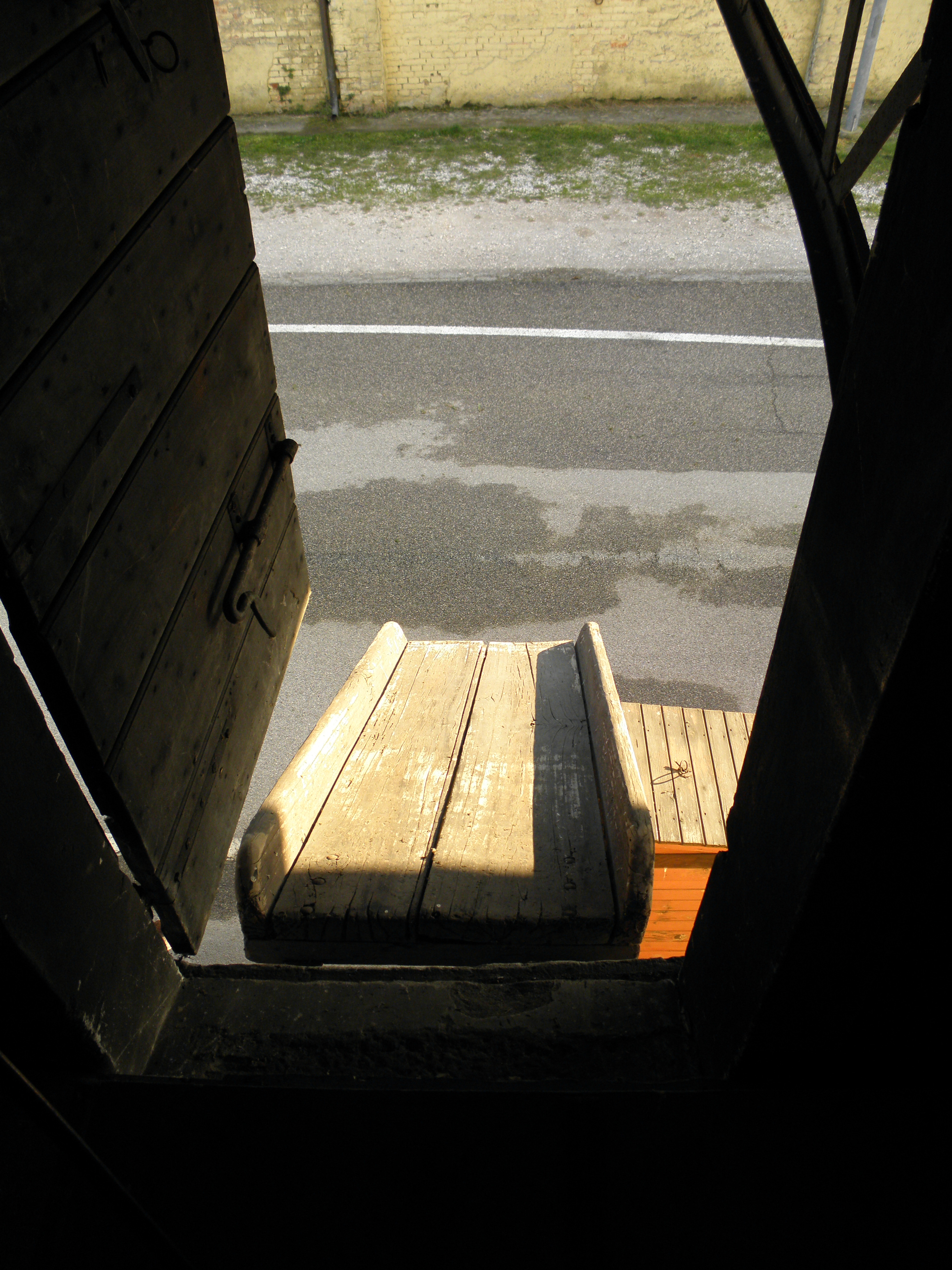
scivolo per conferire il prodotto insaccato all'esterno del mulino